# 퐁텐블로궁

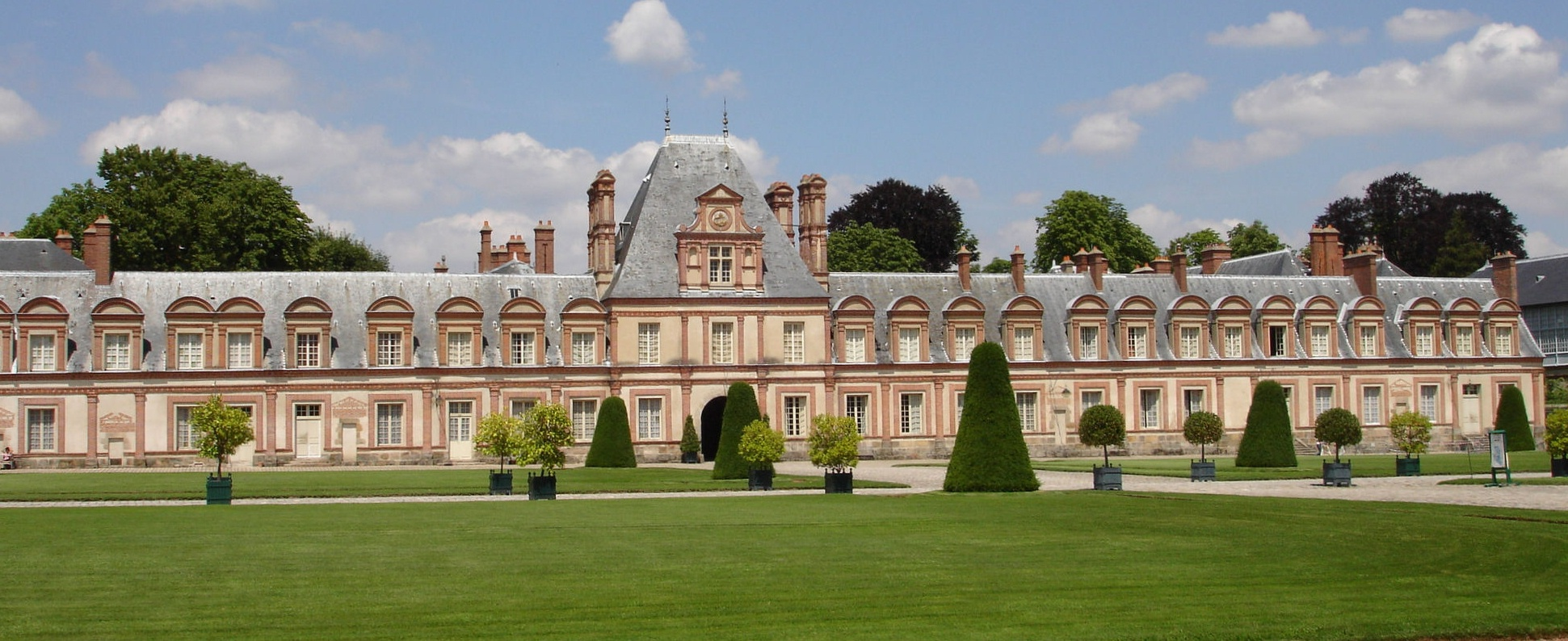
Cour d'Honneur의 좌측부

퐁텐블로궁(프랑스어: Château de Fontainebleau)은 프랑스의 왕궁이다. 현재 이 성은 많은 프랑스 군주들의 작품으로, 프랑수아 1세의 구조물에서 증축되어 왔다. 건물은 일련의 궁정들로 줄이어 연속되어 있다. 퐁텐블로 시는 과거 궁정 수렵지였던 퐁텐블로 숲의 나머지 주변에서 성장해왔다.
성(Château)는 프랑스에서 실내 장식과 정원에서의 이탈리아 매너리즘 양식이 소개되었으며, 이들 장식이 프랑스식 해석에 따라 변형되었다. 16세기 실내 장식에서 프랑스 매너리즘 양식은 "퐁텐블로 양식"으로 알려져 있다. 이는 조각과 금속 공예, 회화, 치장 벽토(stucco)와 목공예가 합쳐졌으며, 외부는 무늬 모양의 정원 파르테르가 소개되었다. 퐁텐블로 양식은 주조된 조형물과 우화적인 회화를 결합하여, 그 가장자리는 마치 가죽이나 종이처럼 칼집을 내고, 소용돌이처럼 돌돌 말며, 아라베스크 무늬와 그로테스크 양식을 결합한다. 퐁텐블로의 이상적인 여성미는 매너리스트(기교가)이다. 긴 목에 작은 오밀조밀한 머리와 과장된 긴 토로소와 팔다리, 작고 높은 가슴으로 거의 후기 고딕 시대의 미의식으로 회고한다. 퐁텐블로의 새 작품들은 정제되고 세밀한 조판술로 기록되어 감정가와 예술가들 사이에서 유포되었다. 퐁텐블로파에 의한 조판술을 통하여, 이 새로운 양식은 다른 북유럽 중심부에 전해지며, 특히 안트와프와 독일, 최종적으로 런던에까지 이르게 되었다.

## 역사

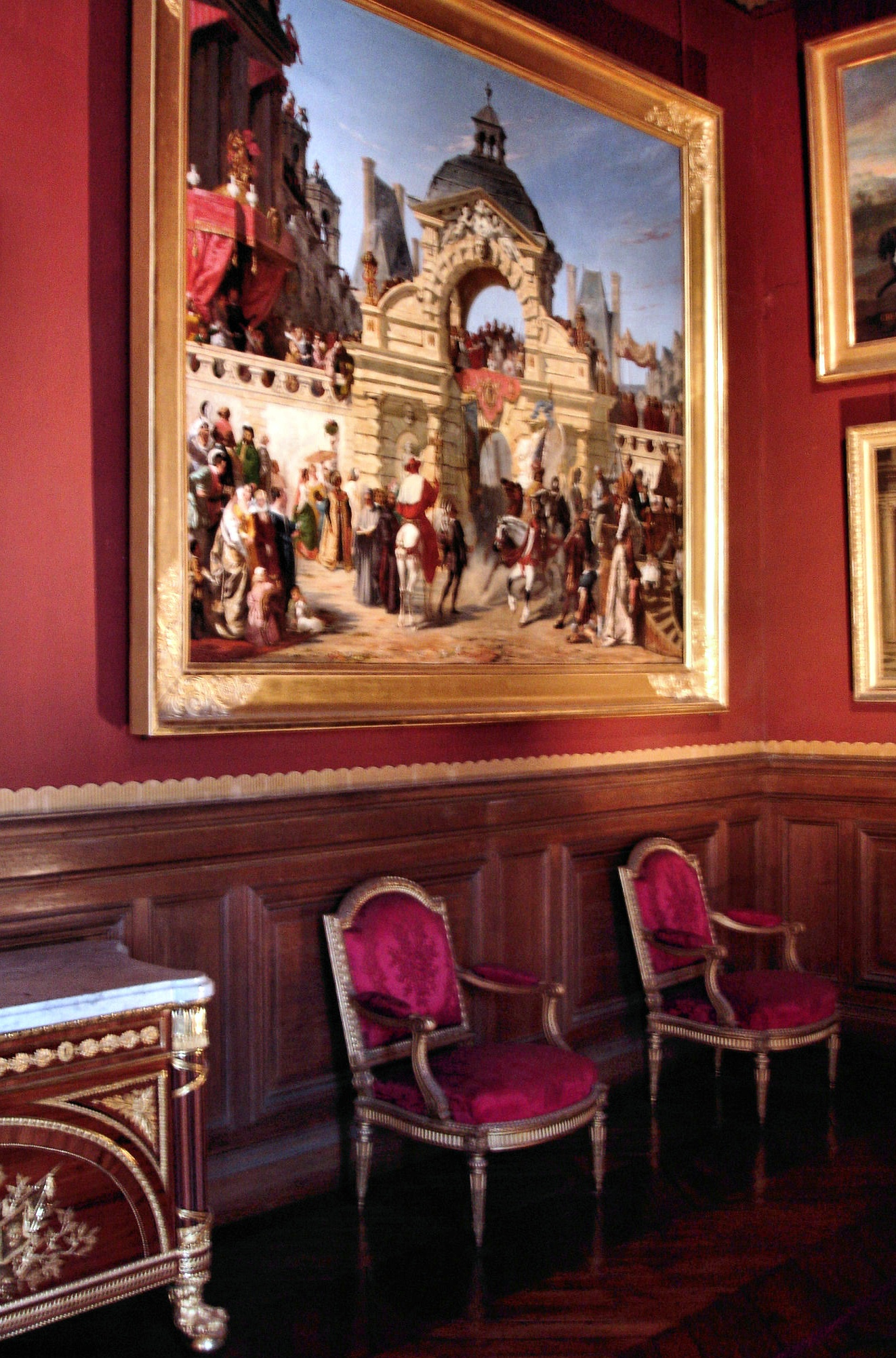
실내

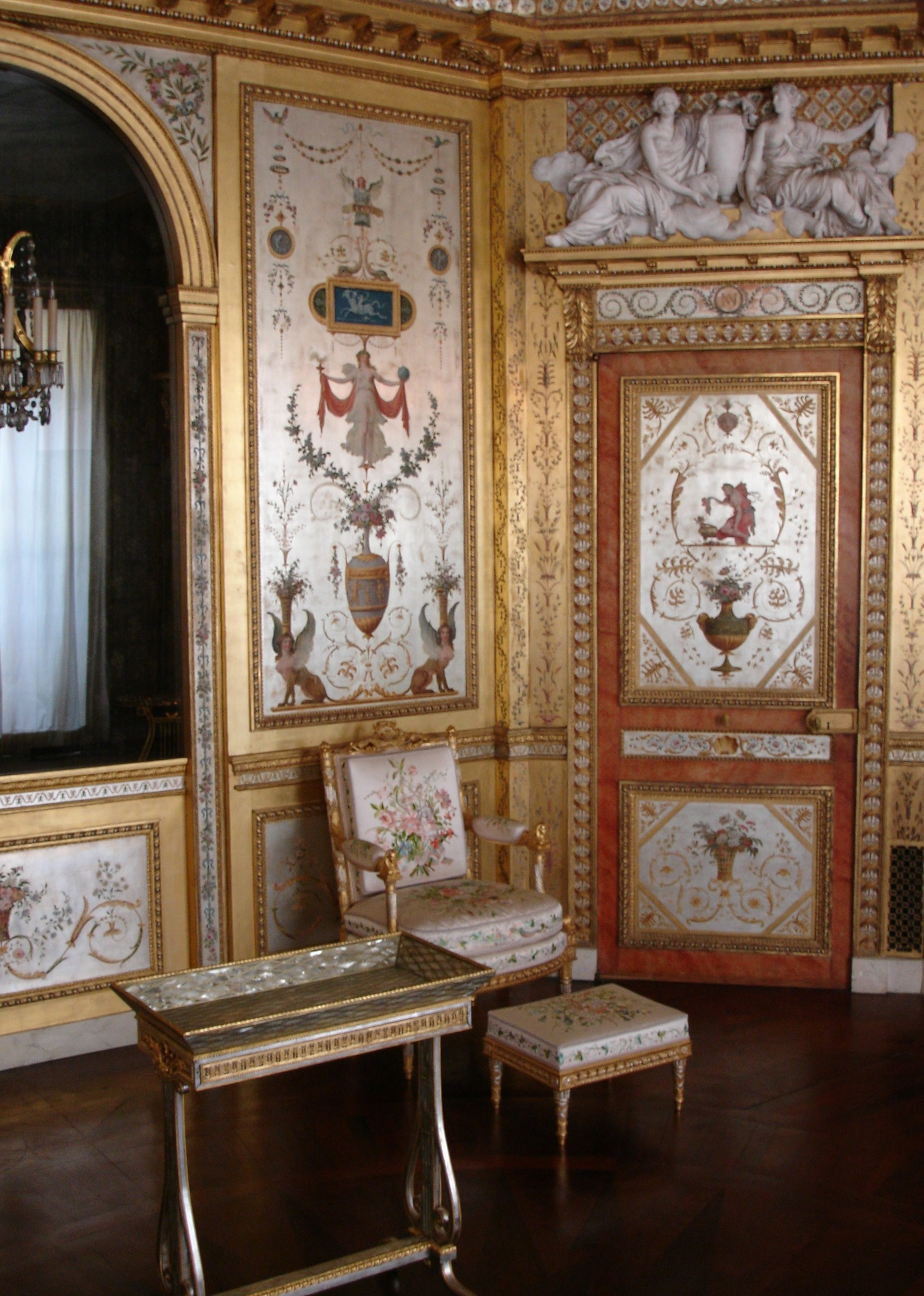
마리 앙투아네트 왕비의 Boudoir

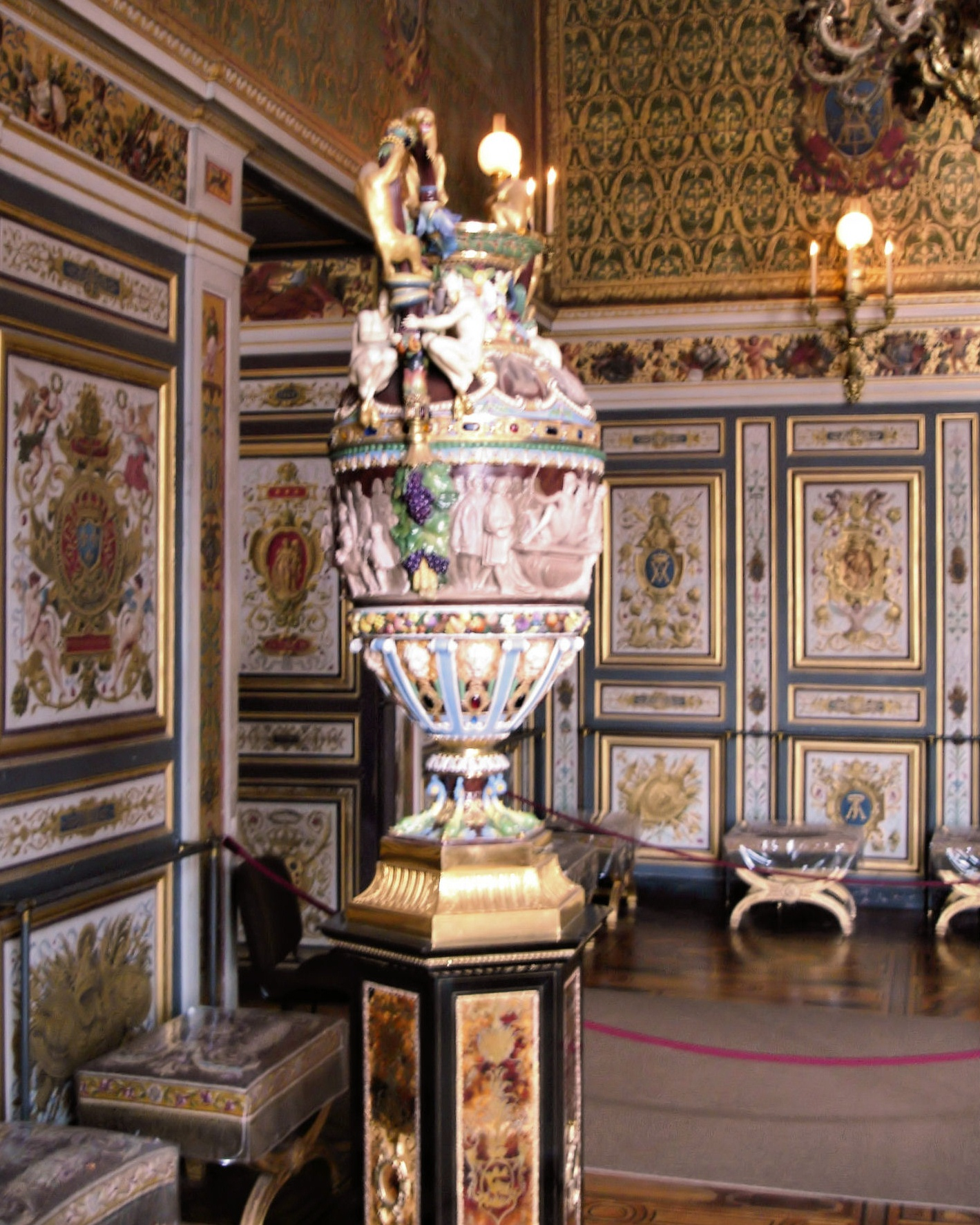

이 지역의 오래된 성은 이미 12세기 후반, 루이 7세에 의해 사용되었다. 토마스 베케트가 왕을 위해 예배당으로 봉헌되었다. 퐁텐블로는 필리프 오귀스트와 루이 11세의 사랑받는 거주지였다. 현재 건축 체계의 창조자는 프랑수아 1세로, 그의 휘하에서 건축가 질 르 브레통이 이 성의 남쪽문인 Porte Dorée를 포함하여, Cour Ovale의 건물 대부분을 건립하였다. 왕은 건축가 세바스티아노 세를리오과 레오나르도 다빈치를 프랑스로 초대하였다. 로소 피오렌티노에 의한 프레스코화 프레임이 있는 프랑수아 1세의 화랑은 1522년에서 1540년 사이에 수행되었으며, 프랑스에서 처음으로 장식이 된 큰 화랑이었다.

## 같이 보기
- 퐁텐블로 조약 (1814년)